# Carl August Claussen
Carl August Claussen (* 10. März 1881 in Altengamme; † 11. September 1968 in Hamburg) war ein deutscher Konteradmiral im Zweiten Weltkrieg.

## Leben
Claussen trat am 7. April 1900 als Seekadett in die Kaiserliche Marine ein und absolvierte seine Schiffsausbildung auf der Kreuzerfregatte Moltke. Vom 1. April 1901 bis 30. September 1902 war er an der Marineschule und wurde dort am 19. April 1901 zum Fähnrich zur See ernannt. Anschließend versah Claussen bis 31. März 1904 Dienst auf dem Linienschiff Kaiser Wilhelm II. und wurde zwischenzeitlich am 27. September 1903 zum Leutnant zur See befördert. Für ein knappes Jahr setzte man ihn auf dem Schulschiff Stosch ein. Mit seiner Beförderung zum Oberleutnant zur See am 21. März 1905 übernahm Claussen als Divisionsoffizier die Schiffsjungendivision. Am 1. Oktober 1905 wechselte er für ein Jahr als Wachoffizier auf das Linienschiff Schwaben und war dann bis 30. September 1908 Kompanieoffizier in der I. Torpedo-Division. Zeitgleich fungierte er dort als Wachoffizier in der Folge auf den Torpedobooten S 100 und S 125. Vom 1. Oktober 1908 bis 14. September 1910 war er Adjutant, dann Kompanieoffizier und Erster Offizier des Stammbootes der VI. Torpedobootsreservedivision innerhalb der I. Torpedo-Division. Der Kapitänleutnant (seit 27. Januar 1910) war in der Folge zeitweilig Kommandant auf den Torpedobooten S 130, S 84 sowie auf dem Torpedodivisionsboot D 7. Vom 1. Oktober 1913 bis 31. Mai 1914 besuchte Claussen die Marineakademie Kiel und absolvierte dort den I. Lehrgang. Anschließend wurde er bis Ausbruch des Ersten Weltkriegs zur Verfügung des Chefs der Hochseeflotte gestellt.
Nach Kriegsbeginn hatte er zunächst das Kommando über das Torpedoboot S 130 sowie in der Folge bis 13. Juni 1916 über V 184, V 99 und B 112. Man ernannte ihn dann zum Chef der 6. Torpedobootshalbflottille und nach seiner Beförderung zum Korvettenkapitän am 17. März 1918 am 1. April 1918 zum Chef der III. Torpedobootsflottille. Dieses Kommando hatte er über das Kriegsende hinaus bis zum 17. Dezember 1918 inne. Claussen war dann Chef des Verbandes der Reparaturboote sowie vom 20. März bis 30. Mai 1919 Abteilungskommandeur der I. Torpedo-Division. Zugleich war Claussen vom 1. bis 30. Mai 1919 zum Personalamt der Marinestation der Ostsee kommandiert. Er wurde dann als Verbindungsoffizier in das Reichsmarineamt bzw. die Admiralität versetzt. Es folgte vom 22. März bis 5. Juni 1920 die Kommandierung zur Dienstleistung zur Admiralität. Am 16. Juni 1920 ernannte man Claussen zum Chef der Nordsee-Torpedobootsflottille. Bereits zwei Monate später wechselte er als Chef des Stabes in die Inspektion des Bildungswesens der Marine. Hier verblieb er bis zu seiner Versetzung am 14. Oktober 1922 als Chef der Zentralabteilung der Marinewerft Wilhelmshaven. Dort erfolgte am 1. Januar 1924 die Beförderung zum Fregattenkapitän. Als solcher übernahm Claussen am 13. Oktober 1924 als Leiter die Reichsmarinedienststelle Stettin. Nach der erfolgten Beförderung zum Kapitän zur See am 1. Oktober 1926 wurde er kurz darauf am 15. Oktober 1926 Chef der Nautischen Abteilung der Marineleitung.

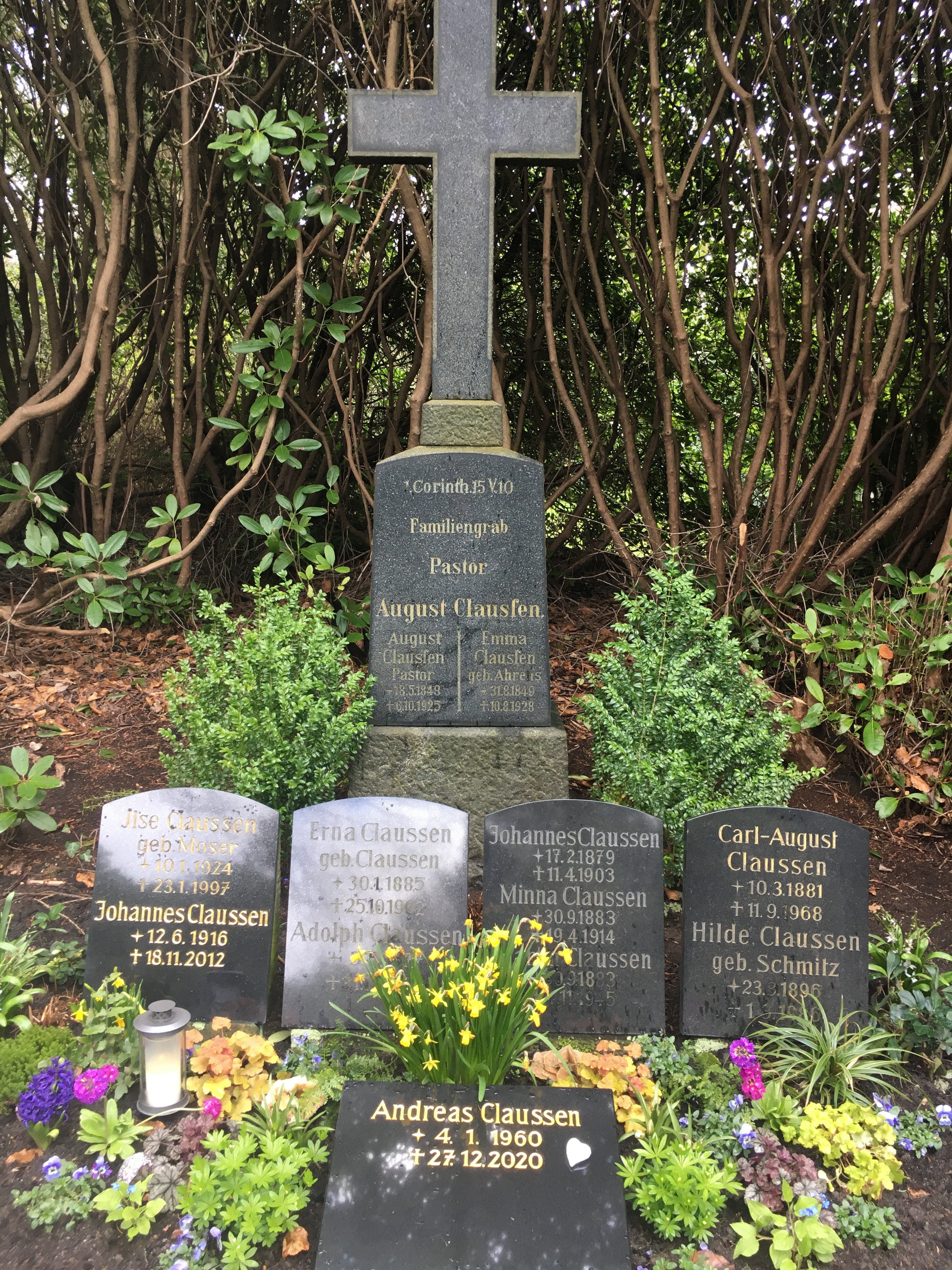
Familiengrabstätte auf dem Friedhof Ohlsdorf

Unter gleichzeitiger Auszeichnung mit dem Charakter als Konteradmiral wurde Claussen am 30. September 1930 aus der Marine verabschiedet.
Am 1. Februar 1931 trat er als Zivilangestellter im Wehrkreiskommando II (Stettin) die Stelle als Leiter der Wehrwirtschaft an. Mit seiner Reaktivierung als Landesschutzoffizier am 1. Oktober 1933 erfolgte die Verwendung als Leiter der Wehrwirtschaft im Wehrkreiskommando X (Hamburg) und dort war er vom 1. April 1935 bis zu seiner erneuten Verabschiedung am 30. September 1937 Inspekteur der Wehrwirtschaftsinspektion X.
Man stellte Claussen am 1. Januar 1939 zur Verfügung der Kriegsmarine und setzte ihn vom 17. Juni 1941 bis 1. Januar 1942 als Werftbeauftragten bei der Marinemission Rumänien ein. Mit RDA vom 1. September 1941 wurde er Konteradmiral z. V. Im Anschluss war er bis 1. Februar 1943 Werftbeauftragter bzw. Chef des Oberwerftstabes beim Admiral Schwarzes Meer, bevor er dann als Prisenrichter an den Prisenhof Hamburg kam. Am 10. Mai 1943 wurde Claussen zur Verfügung des Oberbefehlshabers der Kriegsmarine gestellt und am 30. Juni 1943 endgültig in den Ruhestand verabschiedet.
Carl August Claussen ruht in der Familiengrabstätte auf dem Friedhof Ohlsdorf. Sie liegt östlich vom Freilichtmuseum der Ämtersteine im Planquadrat T 28.

## Auszeichnungen
- Eisernes Kreuz (1914) II. und I. Klasse[1]
- Ritterkreuz des Königlichen Hausordens von Hohenzollern mit Schwertern[1]
- Preußisches Dienstauszeichnungskreuz[1]
- Hanseatenkreuz Hamburg[1]
- Friedrich-August-Kreuz II. und I. Klasse[1]
- Österreichisches Militärverdienstkreuz III. Klasse mit der Kriegsdekoration[1]